# Brazilian Girls
Die Brazilian Girls sind eine 2003 gegründete Electronic-Band aus New York City. Ihr Stil ist zudem von Tango, Chanson, House, Reggae und Lounge-Musik geprägt.
Entgegen dem Bandnamen stammt keines der drei Mitglieder aus Brasilien. Darüber hinaus befinden sich mit der Frontfrau Sabina Sciubba neben ihrem Freund, dem Keyboarder Didi Gutman, und dem Schlagzeuger Aaron Johnston nur eine Frau in der Band. Als ehemaliges Mitglied lässt sich zudem der Bassist Jesse Murphy nennen.
Die Band veröffentlichte insgesamt drei Studioalben: das gleichnamige Debütalbum am 1. Februar 2005, Talk to La Bomb am 12. September 2006 und New York City am 5. August 2008. Am 25. Januar 2010 löste sie sich über eine Mitteilung auf ihrer offiziellen Facebook-Seite auf.

## Geschichte
Die Gründung der Band erfolgte im Jahr 2003 während eines Treffens in einem New Yorker Club, dem Nublu. Nach der Gründung schrieb die Band schnell eigene Songs und veröffentlichte 2005 das Debütalbum unter demselben Namen wie die Band.
Ein Jahr nach der Veröffentlichung nahm die Band das Lied Crosseyed And Painless für das Benefizalbum Silencio=Muerte: Red Hot + Latin auf, auf welchem zahlreiche Latinokünstler ihre Songs veröffentlichten, um das Thema AIDS anzusprechen. Wie ihr zweites Studioalbum  Talk to La Bomb wurde auch das Benefizalbum von der Red Hot Organization veröffentlicht.
Als drittes Album erschien am 5. August 2008 New York City. Als Folge auf das Album ging die Band im Oktober desselben Jahres auf Tournee. Zwischenzeitlich unterbrach sie diese, da Sciubba schwanger war und nach Paris reiste, um ihr Kind zu gebären.
Nach den drei gut von den Fans der Band angenommenen Alben, so wurde zum Beispiel ihr Debütalbum von ArtistDirect als eines der besten Alben 2005 genannt, gab die Band am 25. Januar 2010 ihre Trennung über Facebook bekannt. Der Originaltext lautete dabei: „It's becoming painfully obvious the band Brazilian Girls is over. We thank you from all our heart for your loving support and all the fun we had. ... Who knows, maybe when we're old and grey we'll do a reunion tour!“ (deutsche Übersetzung: „Es wird schmerzhaft deutlich, mit der Band Brazilian Girls ist es aus. Wir danken euch allen von Herzen für eure Unterstützung und all den Spaß, den wir zusammen hatten... Wer weiß, vielleicht starten wir später, wenn wir alt und grau sind, eine Reunion-Tour!“).
Im April 2012 kam es zur Wiedervereinigung der Band und im Jahr 2015 wurde während eines Konzertes in der Thalia Hall in Chicago ein neues Album angekündigt. Die Veröffentlichung von Let's Make Love folgte allerdings erst drei Jahre später am 13. April 2018.

## Diskografie

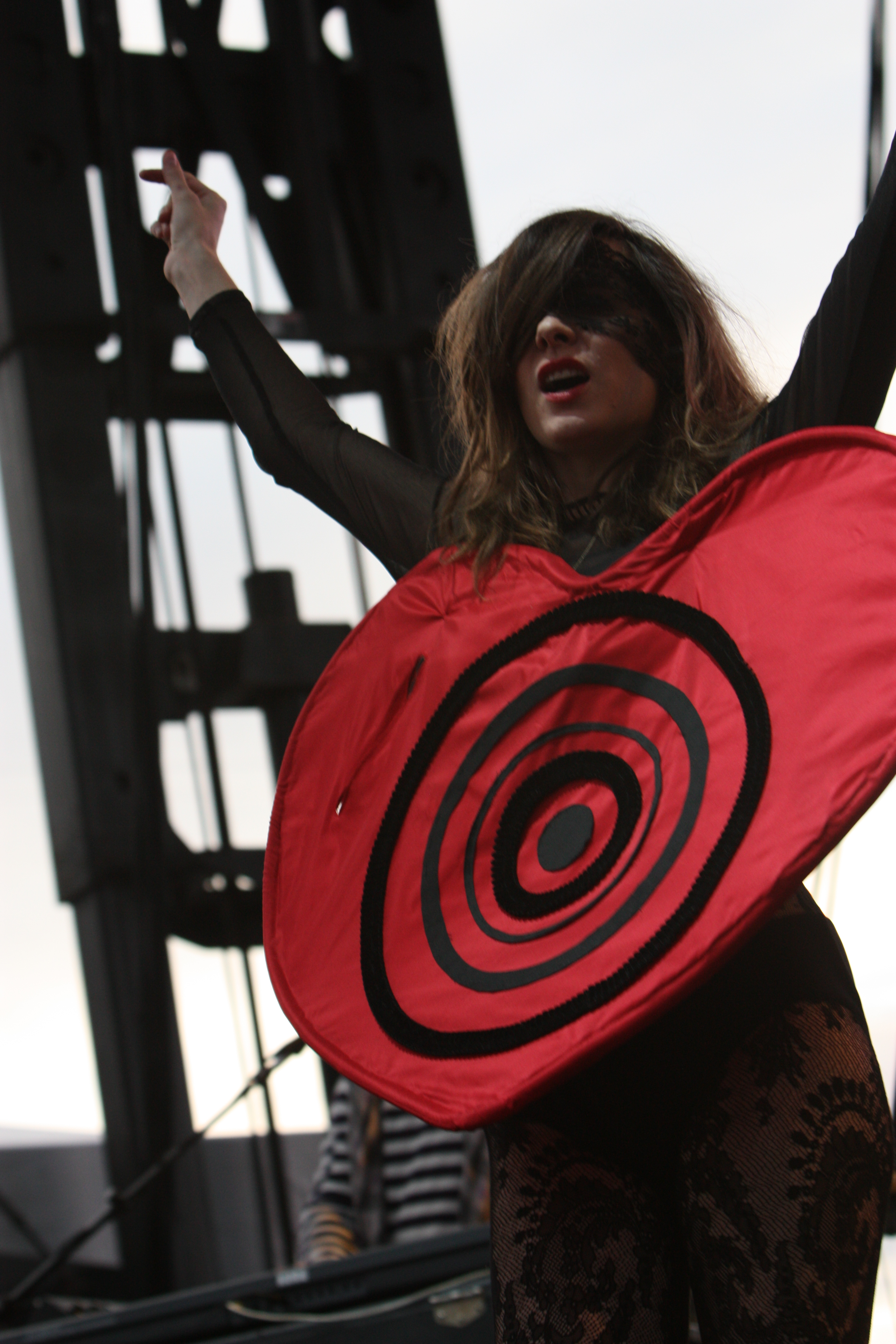
Sabina Sciubba mit der Band auf dem Treasure Island Music Festival 2009

### Alben
- Brazilian Girls (Verve Records) (1. Februar 2005)
- Talk to La Bomb (Verve Records) (12. September 2006)
- New York City (Verve Records) (5. August 2008)
- Let's Make Love (Six Degrees Records) (13. April 2018)

### Singles und EPs
- Lazy Lover EP (Eigenveröffentlichung) (2004)
- Don’t Stop (Verve Records) (2005)
- More Than Pussy – The Remix EP (Verve Forecast) (2007)
- Pirates (Six Degrees Records) (2018)

### Videos
- Brazilian Girls: Live in NYC (Verve Records und iTunes) (2005)